# Tomasz Wites
Tomasz Michał Wites (ur. 1977) – polski geograf, specjalista w zakresie geografii ludności i geografii regionalnej, wykładowca Wydziału Geografii i Studiów Regionalnych Uniwersytetu Warszawskiego.

## Życiorys
W 2001 roku ukończył z wyróżnieniem geograficzne studia magisterskie oraz uzupełniające Studium Ochrony Środowiska na Uniwersytecie Warszawskim. Doktoryzował się na macierzystej uczelni na podstawie napisanej pod kierunkiem Floriana Plita rozprawy zatytułowanej Przestrzenne zróżnicowanie oraz przyczyny wyludniania Syberii i rosyjskiego Dalekiego Wschodu. Praca została wyróżniona nagrodą Dziekana WGiSR. Stopień naukowy doktora habilitowanego uzyskał w 2020 r. w oparciu o pracę Patologia społeczna. Perspektywa geograficzna. Obszar jego obserwacji i badań naukowych obejmuje państwa byłego ZSRR (Rosję, Kazachstan, Mołdawię, Ukrainę) oraz Chiny i Indie. Specjalizuje się w geografii regionalnej, w szczególności w badaniach ludnościowych.
W latach 2002–2004 pracował jako nauczyciel geografii w VI Liceum Ogólnokształcącym im. Tadeusza Reytana w Warszawie. Od 2005 r. zawodowo związany z Uniwersytetem Warszawskim, gdzie kieruje Katedrą Geografii Regionalnej i Politycznej. W latach 2008–2013 pracował jako adiunkt w Wyższej Szkole Hotelarstwa, Gastronomii i Turystyki w Warszawie.
Laureat stypendium tygodnika „Polityka” – Zostańcie z nami, stypendium Fundacji na rzecz Nauki Polskiej – START w 2008 r., laureat AZYMUTÓW – nagrody dla najlepszego pracownika dydaktycznego na kierunku geografia WGiSR UW oraz dwukrotnie Nagrody Rektora Uniwersytetu Warszawskiego. Wiceprzewodniczący Polskiego Towarzystwa Geograficznego (2020-), członek PTG od 2000 r.

## Wybrane publikacje[10]
- Organizacje społeczne w Rosji przed i po rozpadzie Związku Radzieckiego (2003)
- Depopulation of the Russian Far East. Magadan oblast a Case Study (2006)
- Wyludnianie Syberii i rosyjskiego Dalekiego Wschodu (2007)
- Być sobą na Syberii. Czy Syberia jest przeludniona? (2007)
- Asian Part of Russia – the Peripheries of Globalization (2008)
- Forms of and Prospects for the Development of Gulag Tourism in Russia (2008)
- Asian Part of Russia – the Peripheries of Globalization (2008)
- Forms of and Prospects for the Development of Gulag Tourism in Russia (2008)
- Peripherality of the Kuril Islands – a Development Barrier or a Development Factor (2009)
- Changes in the spatial distribution of suicide and homicide in Russia (2009)
- Patologia społeczna, Perspektywa geograficzna (2019)